# Anurophorus palearcticus
Anurophorus palearcticus är en urinsektsart som beskrevs av Potapov 1997. Anurophorus palearcticus ingår i släktet Anurophorus och familjen Isotomidae. Inga underarter finns listade i Catalogue of Life.